# Bengt Lindström
För andra betydelser, se Bengt Lindström (olika betydelser).

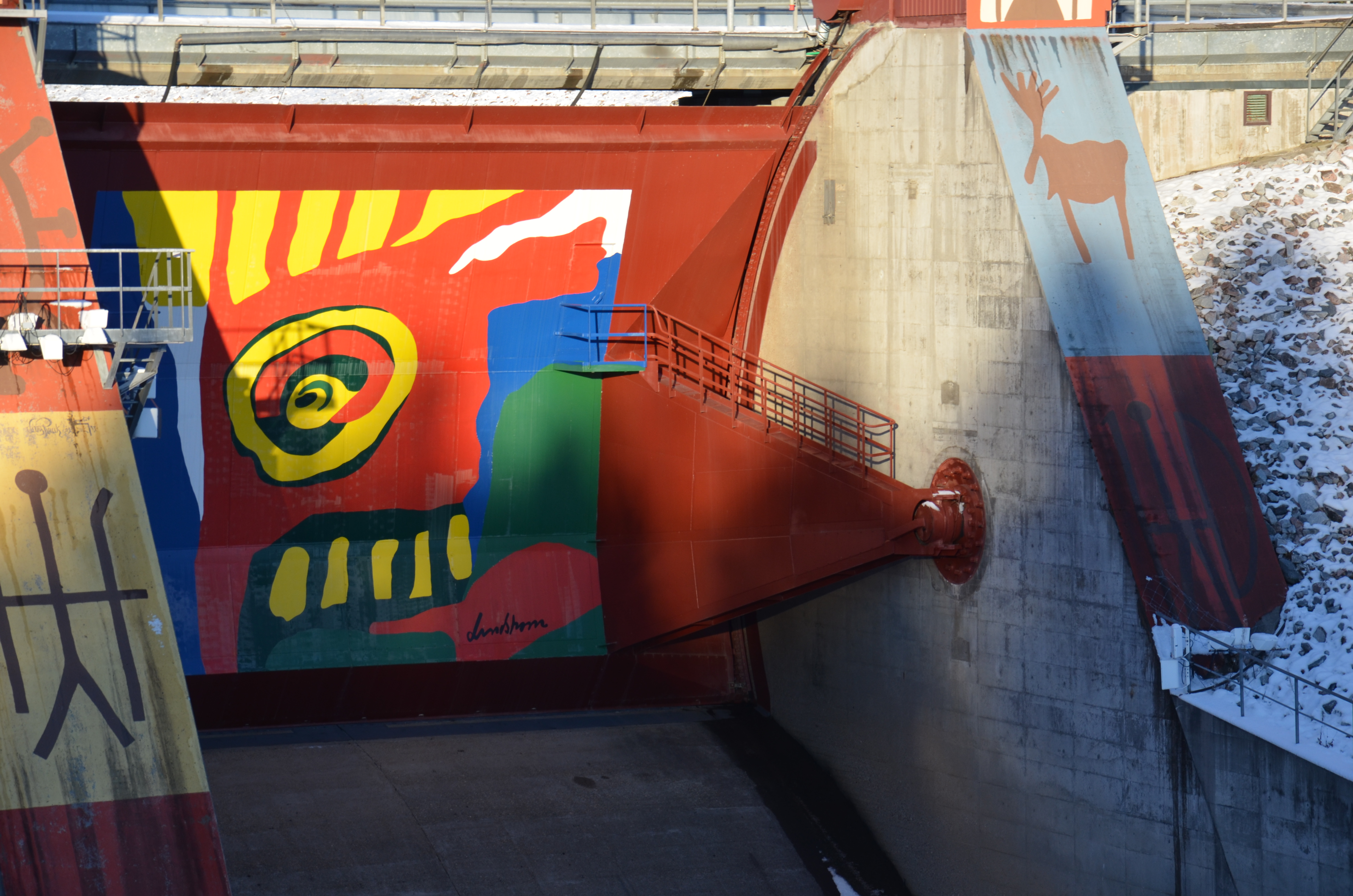
Norra utskovsluckan på Akkats vattenkraftverk

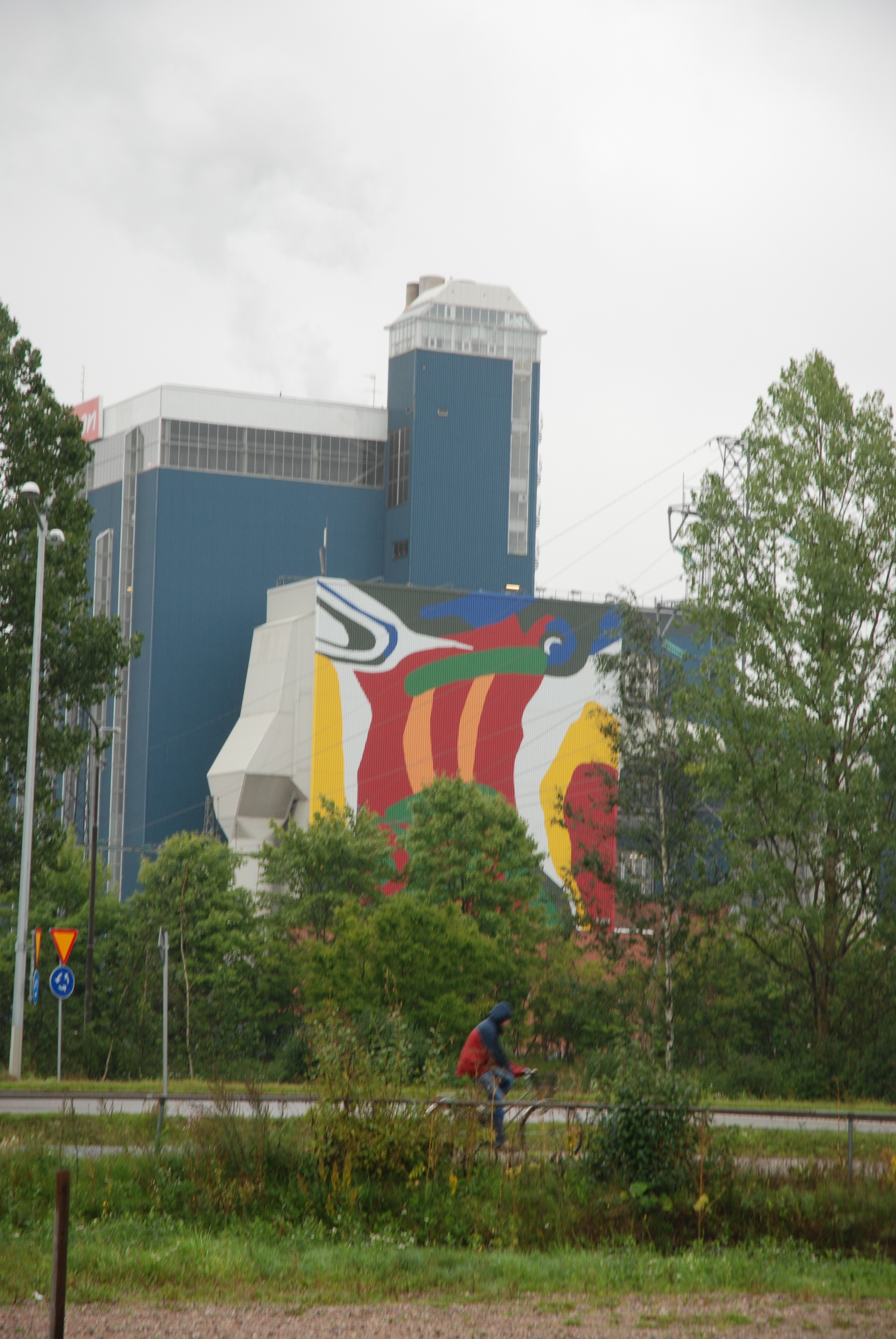
Åbyverket i Örebro

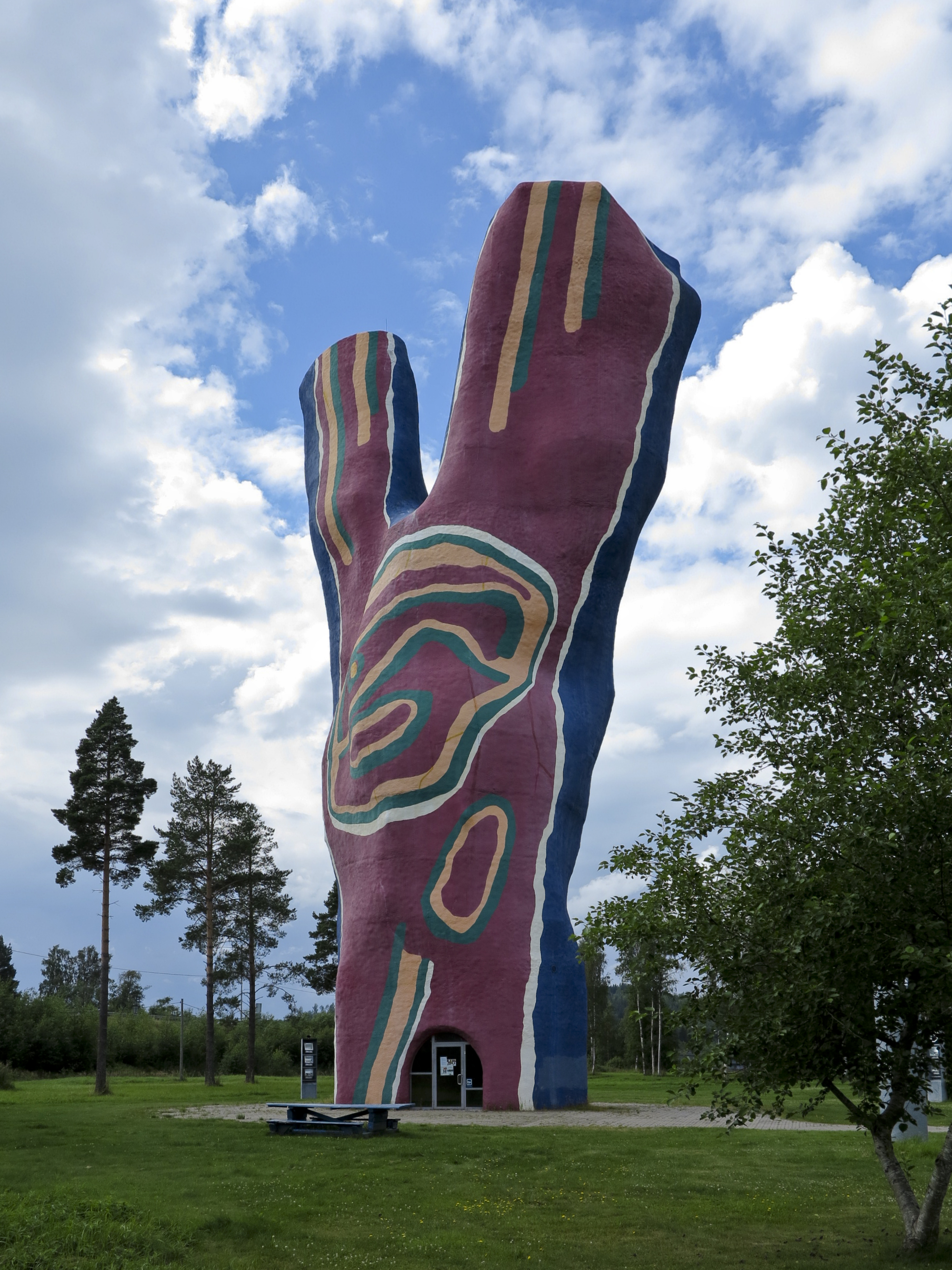
Y:et i Timrå kommun

Bengt Karl Erik Lindström, född 3 september 1925 i Storsjö kapell i Härjedalen, död 29 januari 2008 i Sundsvall, var en svensk målare och grafiker.

## Biografi
Bengt Lindström flyttade till Ramsås i Säbrå landskommun 1935. Han tog studentexamen i Härnösand och flyttade 1944 till Stockholm, där han under en kort period studerade vid Konstfack i Stockholm och därefter på Grünewalds målarskola i Stockholm. Han studerade också i Köpenhamn och Chicago. Från 1948 bodde och verkade han i Paris, där han studerade vid André Lhotes och Fernand Légers målarskolor. Somrarna tillbringade han i Sverige, där han hade en ateljé i Essvik utanför Sundsvall där han sedan 2004 var permanent bosatt.
Efter tidiga målningar i kubistisk riktning utvecklade han ett färgsprakande och spontant figurmåleri med anknytning till COBRA-gruppen. Med kraftiga penseldrag i breda stråk målade han groteska gestalter med stark utstrålning. 
År 1954 hade Bengt Lindström sin första separatutställning i Sverige. Det internationella genombrottet kom efter en utställning i Paris 1958.
Bengt Lindström gjorde flera offentliga verk i form av väggmålningar samt utomhusskulpturen vid Sundsvall-Timrå Airport i Timrå kommun i form av ett stort Y. Han använde stora färgsjok i grälla färger, ofta föreställande förvridna ansikten.
Bengt Lindström var gift med Marie-Louise Lindström och hade med henne barnen Alexandre och Mariana. Några år efter hustruns död i mitten av 1990-talet gifte han sig med Michèle Lindström, en gallerist från Paris. 
Lindström är representerad vid bland annat Moderna museet, Nationalmuseum i Stockholm, Norrköpings konstmuseum  och Kalmar konstmuseum.
Bengt Lindström är begravd på Säbrå kyrkogård.

## Offentliga verk i urval
- Y:et, skulptur vid Sundsvall-Timrå Airport i Timrå kommun
- Målning på cisternen vid Åbyverket i Örebro
- Målningar på Akkats kraftstation utanför Jokkmokk (tillsammans med Lars Pirak)